# Хроно исхрана
Хроно исхрана је начин избалансиране дијете са планом оброка који помаже да се остане витак уколико се прати пар једноставних правила.
У хрони програму потребна су три главна оброка дневно а распон између њих је минимум четири сата. Максималан распон је шест сати. Између оброка можете конзумирати чајеве, воду па чак и киселу воду. Метаболизам ћете регулисати уз помоћ споро делујућих шећера, односно сложених угљених хидрата.

## Доручак
Овај оброк треба да се састоји од масти (пре свега животињског порекла), спорогорућих угљених хидрата и протеина. Па је тако ујутру дозвољено јести хлеб (пре свега интегрални) са: путером, јајима, млечним производима, сухомеснатим, домаћим паштетама… Највећа разлика у односу на оригиналну исхрану је у млечним производима. Док је код аутора исхране (А. Делабо) мастан сир алфа и омега, овде код нас је препорука да се у рестрикцији тај сир избегава, а може да се једе: млад сир, кисело млеко, ређе фета, павлака, кајмак и свежа моцарела. И да те производе треба ограничити на три пута недељно и не мешати их са јајима осим понекад, једном у 10 до 15 дана.
Пшеницу и кукуруз треба избегавати. Поврће може да се дода уз доручак али у мањој количини.

## Ручак
За ручак се, као и у оригиналној исхрани, пре свега једе месо уз додатак нескробног поврћа, пресног или термички обрађеног. И препорука је да термички обрађено поврће буде једна трећина меса. За сирово поврће нема прецизног ограничења, па смо га сви јели више него термички обрађеног. Уместо меса може да се једе риба, и то боље она маснија.

## Вечера
Лаган протеин, који се лако и брзо вари (риба, бело месо, беланце) са нескробним поврћем, зелено – беле боје. Зашто баш ово поврће никад није прецизно објашњено и могуће је да је то правило настало услед лошег превода јер се у француском језику користи израз “зелено поврће” када се мисли на оно без скроба, и тај израз нема никакве везе са бојом поврћа. Али, како год било, правило је такво и није толико лоше јер тера човека на разноврсност. У супротном би сви јели парадајз, краставац и паприку у свим оброцима.
За доручак и ручак је дозвољена употреба семена, и повремено орашастих плодова, али пре свега бадема и лешника.

## Забрањено
Сирће, туршија, било шта слатко, куповне ствари у којима има додатог шећера, квасац, бело брашно, сунцокретово и палмино уље, миксеви зачина обогаћени адитивима, транс – масти (читај: маргарин и слично), стари и масни сиреви, павлака за кување, соја, кромпир, пиринач, пасуљ, боб, сочиво, кукуруз….. Већина ствари, осим баш кршева, може да се једе након рестрикције.
Намирнице које кувањем драстично мењају гликемијски индекс, као што су шаргарепа или цвекла, у рестрикцији треба јести пресне, после могу и термички обрађене али без претеривања.
И баш због тога што је толико намирница, посебно оних калоричних, избачено, ова дијета је јако ефикасна, а опет се добро једе. Пре свега зато што количине нису ограничене. А нису ограничене зато што нема много ствари које гоје и сва тешка категорија је остављена за доручак. А оно што поједемо ујутру ћемо и потрошити током дана. Али то не значи да се треба преждеравати.
У току недеље могу да се попију до 4 чаше црног вина, друга алкохолна пића нису дозвољена за време трајања ове дијете. Рестрикција би требало да траје барем месец дана. Дужина трајања није ограничена, можете да будете у њој докле год вам прија. Али ни са чим не треба претеривати. Посебно зато што може да се мршави и ван рестрикције уколико се паметно бирају намирнице и води рачуна о основним правилима. А далеко је разноврсније.